# 小野寺村
小野寺村（おのでらむら）は栃木県の南西部、下都賀郡に属していた村である。

## 地理
- 山岳 - 諏訪岳、馬不入山
- 河川 - 三杉川

## 歴史
- 1889年（明治22年）4月1日 町村制施行により、小野寺村、古江村、上岡村、下岡村、三谷村、新里村が合併し下都賀郡小野寺村が成立する。
- 1956年（昭和31年）9月30日 岩舟村、静和村と合併し岩舟村となる。

## 交通

### 鉄道
- 日本国有鉄道（現：東日本旅客鉄道）
  - 両毛線：小野寺駅